# Cymbalophora tessellata
Cymbalophora tessellata là một loài bướm đêm thuộc phân họ Arctiinae, họ Erebidae.